# 日本消化管学会
一般社団法人日本消化管学会（にほんしょうかかんがっかい、英語名 The Japanese Gastroenterological Association、略称 JGA）は、消化管病学に関する基礎的および臨床的研究を奨励し、消化管病学の向上発展により人々の健康福祉に寄与することを目的として、後述する様々な事業を実施している学会である。事務局を東京都文京区水道2丁目1番1号 株式会社勁草書房コミュニケーション事業部内に置いている。

## 沿革[3]
2004年4月、有限責任中間法人として本学会設立（登記は同年12月1日付）。2005年1月に第1回総会学術集会を名古屋にて開催。以後毎年1月または2月に年1回開催。2007年3月、胃腸科認定医制度を発足。2009年2月、法人法改訂にともない一般社団法人日本消化管学会に登記変更。2013年3月、胃腸科専門医制度を発足。同年6月、多施設共同臨床研究の助成制度を開始。2014年6月、代議員選挙制度を導入。2015年2月、年次総会学術集会を日本カプセル内視鏡学会学術集会および胃病態機能研究会（2018年春に解散）との同時開催とし、以後本学会の総会学術集会を中心とする合同開催学会を「GI Week」と命名。2023年2月、全国6地区（北海道・東北、関東、北陸・東海・甲信越、近畿、中国・四国、九州・沖縄）に支部を発足。同年5月、学会主導研究助成を開始。

## 事業[1]
総会学術集会の開催、医師補習教育講演会の開催、機関誌の発行、胃腸科認定医・専門医・指導医制度の施行および指導施設・指導連携施設の認定、国際的な学術的企画への参画、消化管病学に関する研究の助成と各種ガイドラインの作成・刊行、

## 認定制度
- 胃腸科認定医・専門医・指導医制度およびこれらの資格取得に向けての指導施設・指導連携施設制度がある[8][9]。
- 2022年12月時点で、胃腸科認定医1,398名、同専門医2,480名の氏名・所属が公開されている[10][11][12]。また同年11月時点で、胃腸科指導医1,240名、指導施設435施設、指導連携施設14施設が認定されている[3]。

## 機関誌
- 『日本消化管学会雑誌』（和文誌）年間1回発行（および別冊として年次総会学術集会の抄録集を刊行）。なお2008～2016年までは名称が『JGA NEWSLETTER』（年間2回発行）であった[13]。
- 『Digestion -International Journal of Gastroenterology-』（英文誌）年間6回発行[14]。

## 消化管疾患に関する各種ガイドライン
- 大腸憩室症（憩室出血・憩室炎）ガイドライン（2017年12月8日刊行、PDF形式）[15]
- 便通異常症診療ガイドライン2023 慢性便秘症 ISBN 978-4524210053（2023年7月27日刊行）[16]
- 便通異常症診療ガイドライン2023 慢性下痢症 ISBN 978-4524210060（　同上　刊行）[17]